# Schloss Richard Löwenherz
Das Schloss Richard Löwenherz (ukrainisch «Замок Річарда — Левине серце») ist das bekannteste Gebäude auf dem Andreassteig in der ukrainischen Hauptstadt Kiew.
Seinen Namen erhielt das Architekturdenkmal auf dem Andreassteig Nummer 15 vom Schriftsteller Wiktor Nekrassow, den das Gebäude im neugotischen Stil mit seinen für mittelalterliche Schlösser typischen Fassadenverzierungen an ein Schloss von Richard Löwenherz erinnerte. Bauherr des im historischen Stadtviertel Podil stehenden Hauses war der Kiewer Industrielle Dmitri Orlov.

## Geschichte

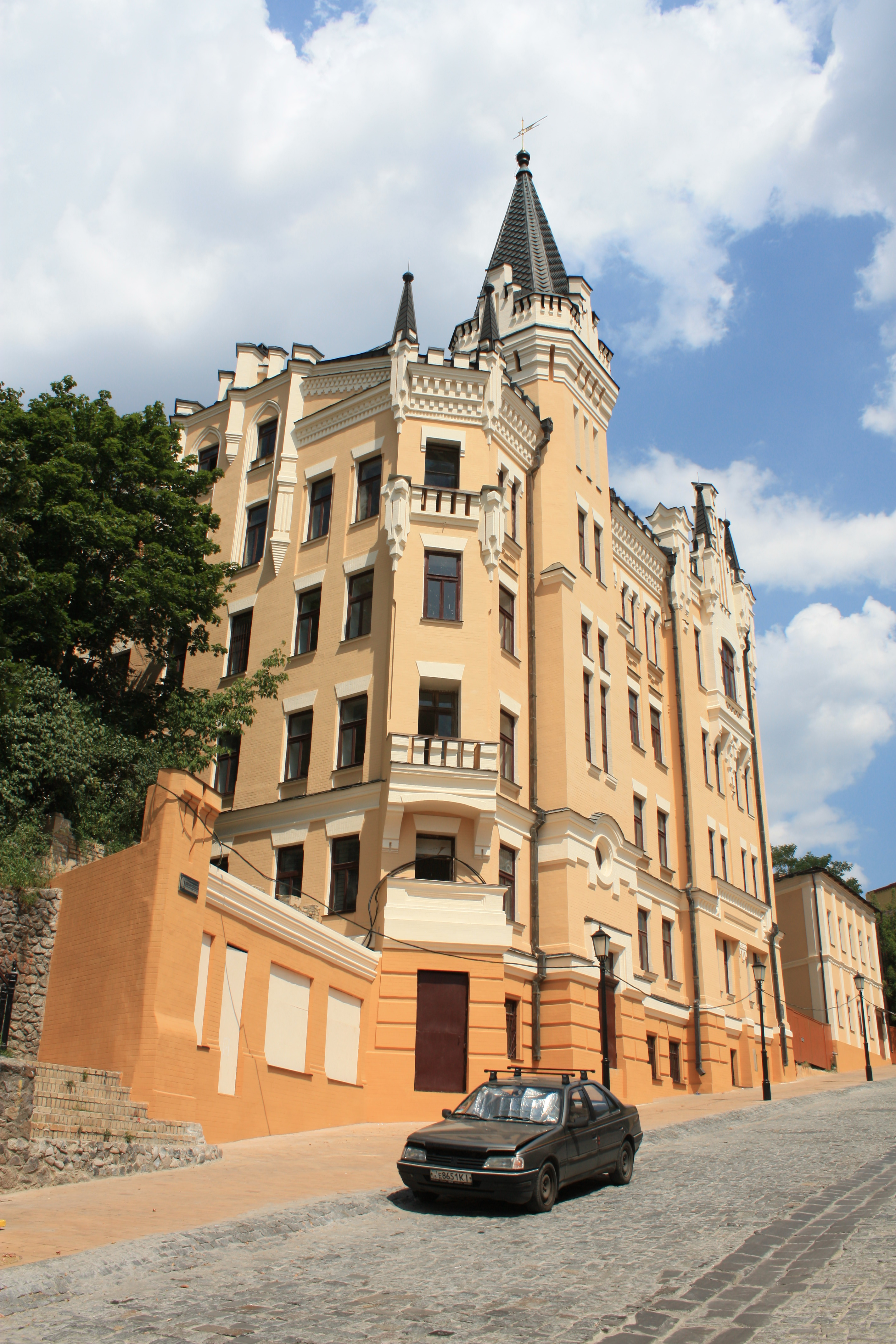
Das Schloss Richard Löwenherz auf dem Andreassteig in Kiew

Das von 1902 bis 1904 vom Architekten R. Marfeld als fünfstöckiges Appartementhaus errichtete Gebäude ist legendenumwoben. Vor Vollendung des Gebäudes brannte das Haus im Jahr 1904 urplötzlich, was zu ersten Gerüchten unter der einheimischen Bevölkerung führte, das dort etwas Böses sei. Dieser Ruf wurde weiter gefestigt, nachdem 1911 der Bauherr in Sibirien erschossen wurde und seine überschuldete Witwe das Haus mit billigsten Arbeitern vollenden ließ und für 114.000 Goldrubel versteigerte. Bald hörten die Mieter, zu denen auch die ukrainischen Künstler Hryhorij Djadtschenko, F. Balawenskij, Fotij Krassyzkyj und I. Makuschenko gehörten, unheimliche Geräusche.
Später fand man heraus, dass diese durch Luftzug in Heizungs- und Lüftungsrohren mit unterschiedlichem Durchmesser verursacht wurden, die die Arbeiter als Rache an der Witwe des Bauherrn für deren schlechte Bezahlung einbauten. Jedoch war zu diesem Zeitpunkt der Ruf als „Spukschloss“ bereits verbreitet. Nach der Oktoberrevolution wurde das Gebäude verstaatlicht als Gefängnis und wieder als Mietshaus genutzt. Von 1983 bis 1993 stand das Haus leer, im Keller des Hauses war ein Frisör, eine Fleischerei sowie ein Lebensmittelgeschäft untergebracht. Gegenwärtig soll das Haus wohl in ein Hotel umgebaut werden. Im Eine-Straße-Museum (Музей однієї вулиці) auf dem Andreassteig sind persönliche Gegenstände und Kunstwerke der Hausbewohner, sowie Fotos und Pläne des Gebäudes ausgestellt.